# Abadía de Kirkstall

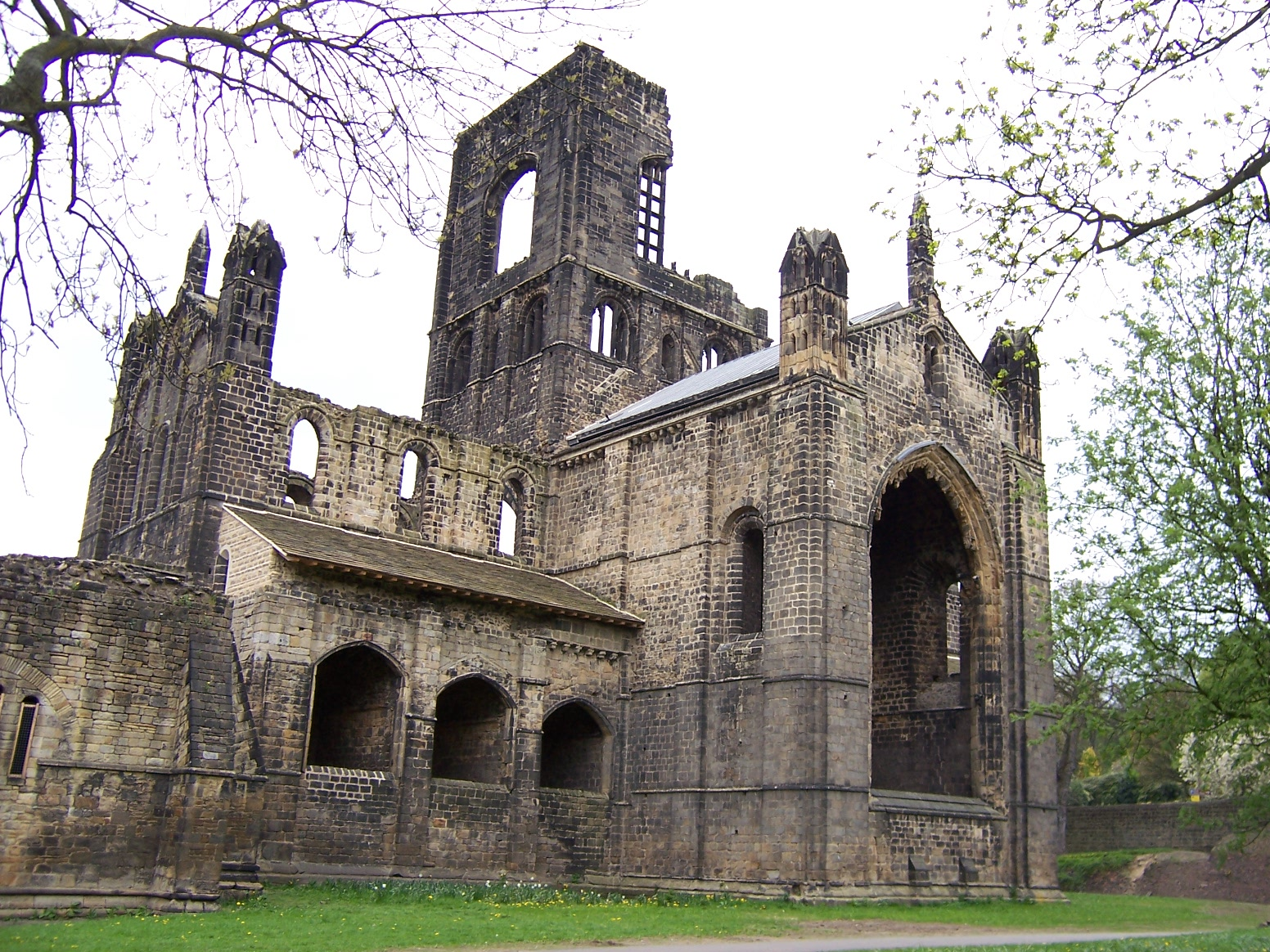
La Abadía de Kirkstall desde el este.

La abadía de Kirkstall son las ruinas de un antiguo monasterio Cisterciense, en las afueras de Leeds, en el condado de Yorkshire, emplazada en lo que ahora es un parque público en la orilla norte del río Aire (River Aire). Fue fundado en 1152 y tardó en construirse 75 años. Fue cerrado durante la Disolución de los Monasterios bajo el reinado de Enrique VIII. Las pintorescas ruinas se han dibujado y pintado por artistas como J.M.W. Turner, Thomas Girtin y John Sell Cotman.
La Abadía de Kirkstall fue donada por el Coronel John Thomas North a la Corporación de la ciudad de Leeds, abriéndose al público a finales del siglo XIX. El edificio de la casa del guarda o portería se convirtió en un museo.

## Los edificios
Las casas cistercienses inglesas, de las que nos quedan algunos hermosos ejemplos en Fountains, Rievaulx, Kirkstall, Tintern, Netley, etc., fueron organizadas por el mismo plan, con ligeras variaciones. Como por ejemplo la Abadía de Kirkstall que es una de las mejor conservadas.
La iglesia es típicamente cisterciense, con un pequeño coro de dos filas, transeptos y tres capillas que están hacia el este, divididas por paredes. El conjunto arquitectóonico es uno de los más estudiados. Las ventanas no tienen ornamentación, y la nave no tiene triforio. El claustro está situado al sur y ocupa prácticamente toda la longitud de la nave. En el lado oriental se encuentran aisladas dos salas capitulares, entre el transepto sur hay una pequeña sacristía, y en el otro lado hay dos pequeños pisos, uno de los cuales fue probablemente la sala de audiencias. Sobre todo este conjunto de edificios se extendían los dormitorios de los monjes que comunicaba mediante escaleras con el transepto sur de la iglesia.

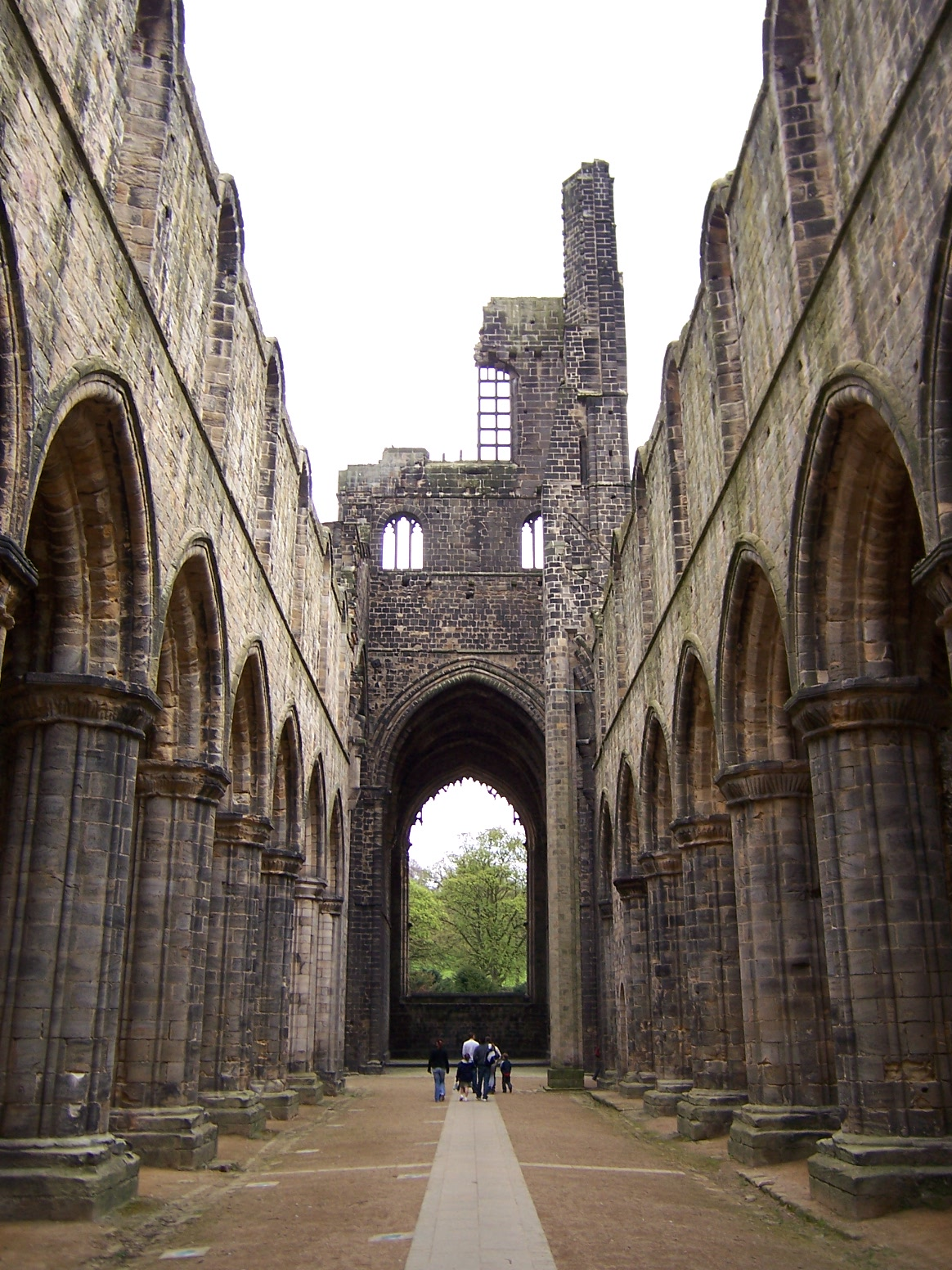
La nave de la Abadía.

En el lado sur del claustro tenemos los restos del antiguo refectorio, que se extendía, al igual que en los monasterios benedictinos, de este a oeste, y el nuevo refectorio, que, con el aumento de los habitantes del monasterios, se extiende, como es habitual en las casas cistercienses, de norte a sur. Al lado de estos apartamentos están los restos de la cocina, despensa y mantequería. Los arcos del lavabo se pueden ver cerca de la entrada al refectorio. El lado oeste del claustro, como de costumbre, está ocupado por bodegas abovedadas, que soportan el peso de los dormitorios de los hermanos laicos de la planta superior.
Desde el ángulo sureste del conjunto principal de edificios se extienden las murallas y los restos de un segundo grupo de edificios. Estos has sido identificados como el hospicio o como la casa del abad, pero ocupan la posición donde debería encontranse la enfermería. El recibidor era una sala bastante amplia, que medía 25,3 metros de largo por 16 de ancho, y estaba dividido por dos filas de columnas. Los estanques de peces estaban entre el monasterio y el río hacia el sur. El molino de la abadía se encontraba a 73 metros al noroeste.